# Allen Iverson
Allen Ezail Iverson, často přezdívaný jako A.I. či The Answer (* 7. června 1975 Hampton, Virginie), je bývalý americký profesionální basketbalový hráč, který je považován za jednoho z nejlepších hráčů všech dob. Svou výškou 183 cm byl jedním z nejmenších hráčů v celé National Basketball Association. Jeho bodový průměr na zápas v NBA po ukončení kariéry je 26,7, což ho řadí na 6. místo této kategorie v historii soutěže a se svými 29,7 body v play-off je třetí hned za Michaelem Jordanem a Lukou Dončićem.

## Mládí
Ann Iversonová se narodila v roce 1960. Již o patnáct let později se jí narodil syn Allen Ezail Iverson. Svého pravého otce Allena Broughtona nikdy nepoznal. Poprvé se o něm dozvěděl až v roce 1997, kdy byl Broughton odsouzen na devět let za to, že pobodal svou přítelkyni. Matka vychovávala Allena v podstatě sama a jediný, koho snad mohl částečně považovat za otce, byl Michael Freeman. Ten pracoval až do roku 1988 v přístavu, ale pak měl nehodu a místo hledání nové práce se pustil do pochybných obchodů a prodeje drog, za což skončil také ve vězení.
Ann Iversonová si po Freemanově nehodě vydělávala různě, dokonce i prostitucí. V roce 1991, kdy se jí narodila dcera Leisha, měla vážné zdravotní problémy a sotva dokázala platit účty za doktory. Allen vyrůstal v chudobě, jako opravdové dítě ulice. Basketbal neměl zpočátku vůbec rád, připadal mu příliš měkký. Mnohem raději měl americký fotbal, který ještě dnes považuje za sport číslo jedna. Když ho matka v devíti letech přihlásila do basketbalového družstva, nebyl vůbec nadšený. Smířil se s tím až tehdy, když zjistil, že za družstvo hrají i jeho kamarádi z fotbalového družstva. Nebyl vysokého vzrůstu, ale o to byl rychlejší a obratnější. Na střední škole v Hamptonu již byl hvězdou basketbalového i fotbalového týmu.

### Sv. Valentýn 1993
Na Sv. Valentýna 14. února 1993 se Iverson připletl do pouliční rasově motivované bitky a byl spolu s dalšími třemi Afroameričany zatčen a uvězněn. Vypověděl, že když rvačka začala, chtěl utéct pryč, ale soud ho neminul. Dva lidé před soudem tvrdili, že rozbil jedné bílé dívce židli o hlavu. Kamera, která incident natáčela, Iversona nezachytila, přesto byl odsouzen k pěti letům vězení. Odseděl si čtyři měsíce, když mu guvernér Virginie udělil milost s podmínkou, že dostuduje střední školu předtím, než se vrátí k basketbalu. Tím, že byl Iverson ve vězení, přišel o basketbalové stipendium na slavnou univerzitu Kentucky. Každé ráno vstával v půl šesté a střílel na koš, aby se mu jednou splnil jeho sen. Ve vězení se snažil i studovat. Po návratu odešel do výukového centra, tvrdě dřel a opravdu se mu podařilo dostudovat. Jeho matka mezitím navštívila kouče Thompsona z univerzity Georgetown a požádala ho, zda by si nemohl vzít Allena pod svá křídla, a to nejen jako trenér, ale i jako někdo, v kom bude Allen vidět otce. Thompson navštívil Iversona ve výukovém centru a výsledkem bylo stipendium na Georgetown University. Lidé se divili, proč Thompson dává plné stipendium někomu takovému, ale Thompson v Iversonovi neviděl jen někoho, s kým jsou neustálé potíže. Viděl v něm mladíka, který ve svém životě udělal chyby, ale který má neuvěřitelný talent.

## Univerzita a draft do NBA
Již v nováčkovské sezóně v Georgetownu se Iversonův střelecký průměr vyhoupl přes hranici 20 bodů na zápas a v druhém roce se vyšplhal až na pětadvacet. V prvním roce byl vyhlášen nejlepším nováčkem konference, ve druhé se již dostal do nejlepší pětky NCAA. Navíc byl v obou letech zvolen nejlepším obráncem konference. Jeho rodině se však vedlo stále hůř, a to přispělo k jeho rozhodnutí, že již po druhém roce ukončí studium a přihlásí se do draftu NBA. Thompson pro něj získal jednoho z nejlepších agentů v zemi, Davida Falka, a finanční situace celé rodiny se rázem změnila. Iverson nakonec zakotvil ve Philadelphii. V červnu 1996 si ho tým Philadelphia 76ers vybral jako jedničku draftu a o pár dní později s ním uzavřel kontrakt za téměř čtyři milióny dolarů. Další milióny brzy následovaly z reklamních smluv.

## Kariéra v NBA

### Léta ve Philadelphii
Do kolotoče NBA vstoupil impozantně. Jako nováček se okamžitě zařadil mezi nejlepší střelce ligy, celkově skončil v sezóně 96/97 šestý s průměrem 23,5 bodů na zápas, navíc přidal 7,5 asistencí a 2,07 získaných míčů na zápas (sedmý v lize). Závěr sezóny měl famózní a v pěti zápasech za sebou nastřílel přes 40 bodů, včetně osobního rekordu 50 bodů (12. dubna 1997). Byl vyhlášen nejlepším nováčkem roku, ale Philadelphia jako tým nijak nezářila a neprobojovala se ani do playoff.
To se opakovalo i v další sezóně a i když Iversonovy výkony byly dobré – 22 bodů, 6,5 asistencí a 2,2 získaných míčů na zápas – stále častěji se ozývaly hlasy, že jako střední rozehrávač hraje až příliš na sebe a že, ačkoli mu nikdo nemůže upřít vynikající střelecké schopnosti, není týmovým hráčem, který by Philadelphii mohl dovést do vyšších pater ligy.
Léto 1998 se však hráčům NBA díky výluce a problémům s vyjednáváním kolektivní smlouvy značně protáhlo. Zkrácená sezóna 1998/99 se Iversonovi i Philadelphii vydařila. Základem byl zřejmě zdařilý tah kouče Browna, který Allena přeřadil na post krajního rozehrávače a na střední rozehrávce dal příležitost Ericu Snowovi. Ačkoli Iverson na svém postu začal nastupovat vesměs proti mnohem vyšším protihráčům, dokázal uplatnit svou výbušnou techniku, což mu vyneslo post následníka Michaela Jordana na střeleckém trůnu NBA (průměr 26,8 bodů na zápas). Co však bylo ještě důležitější, konečně dovedl Philadelphii do playoff, kde navíc v prvním kole senzačně vyřadila Orlando. I když ve druhém kole Sixers nestačili na Indianu, Iverson konečně dokázal, že dokáže vyniknout i v týmu, který hraje o nejvyšší pozice. Během osmi zápasů v playoff povýšil svůj střelecký průměr až na 28,5 bodů na zápas a v rozhodujícím vítězném souboji s Orlandem nastřílel 37 bodů.
V další sezóně byl Iversonův průměr nastřílených bodů dokonce 28,4 a podruhé za sebou dovedl 76ers do playoff. V samotném playoff měl Allen průměry 26,2 bodů, 4,8 asistencí, 4 bloky a 1,3 získaným míčů za zápas. Navíc v zahajovacím zápase 22. dubna 1999 proti Charlotte nastřílel dokonce 40 bodů. V této sezóně byl jediným hráčem kromě Shaquilla O'Neala, který dostal hlas pro nejužitečnějšího hráče sezóny. Sixers však byli znovu vyřazeni z bojů o titul týmem legendy Reggieho Millera Indianou Pacers.

#### MVP sezóna 2000–2001
Iversonova nejlepší sezóna je pravděpodobně 2000/2001 – vedl svůj tým k vítězství v prvních deseti zápasech sezóny, startoval v All Star game a dokonce vyhrál cenu All-star MVP (nejužitečnější hráč). Philadelphia ukončila sezónu se skóre 56-26 a stala se nejlepším týmem Východní konference. Iversonovy osobní průměry dosahovaly závratných výšek – 31,1 bodů na zápas (stal se podruhé za sebou nejlepším střelcem soutěže), 4,6 asistencí a 2,5 získaných míčů na zápas (také nejlepší v lize). Iverson byl jmenován nejužitečnějším hráčem NBA a získal prestižní cenu MVP.
I přes výsledky v základní části převládaly u většiny zámořským novinářů pochyby o tom, zda má Iverson na to, aby vedl svůj tým k vítězstvím v playoff. Testem jeho schopností mělo být 1. kolo playoff. Sixers v něm totiž narazili na tým, který je v posledních dvou letech poslal na dovolenou, na tým Indiana Pacers. První zápas však velmi překvapivě vyzněl pro Indianu. Philadelphia celý zápas vedla velkým rozdílem, ale pak přišel střelecký kolaps (ve třetí i čtvrté čtvrtině nastřílela Philadelphia shodně pouhých 13 bodů) a hosté se chopili své šance. A když Reggie Miller trefil za stavu 78:76 tři sekundy před koncem těžkou trojku přes Iversona celé město se ponořilo do smutku. Majitel týmu v letech 1996-2001 Pat Croce vzpomíná na tento okamžik a říká:
,,Pamatuju si po zápase v šatnách na Allena, když říkal: My to dokážeme! Je to v pořádku, my jsme jim ten zápas darovali. Pamatuju si ho, jak byl plný zuřivosti a hecoval tým. Což bylo dobré znamení, protože my jsem si zasloužili vyhrát to utkání a já věděl, stejně jako on, že vyhrajeme tuhle sérii.“
Byl to ale Reggie Miller, který se snažil pohřbít všechny naděje Sixers. Po dvou čtvrtinách druhého zápasu svítilo u jeho jména neuvěřitelných 33 bodů. Sixers zoufale potřebovali Allena, aby odpověděl. A on to udělal. Nastřílel 45 bodů a dovedl Sixers k cenné výhře. Indiana už se nevzpamatovala a další 2 zápasy patřily Philadelphii, která tím vyřadila Indianu z bojů o titul a postoupila do 2. kola.
Allen potřeboval všechny svoje síly, které během krátkého odpočinku nasbíral, aby čelil hvězdě ligy Vinci Carterovi a jeho Torontu Raptors v semifinále Východní konference. Carter se stal hvězdou hlavního proudu ligy, kterou Iverson nikdy nebyl. První zápas vyhrálo na palubovce 76ers Toronto hlavně díky Carterovi. Druhý zápas už musela Philadelphia bezpodmínečně vyhrát, aby si udržela šanci na postup. To, co se odehrálo 9. května 2001, se zapsalo to dějin NBA. Allen předvedl vynikající výkon a v podstatě sám rozstřílel hosty z Toronta, když k výhře 97:92 přispěl 54 body. Phila prohrávala už 14bodovým rozdílem, ale budoucí MVP během druhé čtvrtiny nastřílel 20 bodů a srovnal skóre. V poslední čtvrtině předvedl výkon, který vyvolal vzpomínky na Michaela Jordana v nejlepší formě. Devět minut před koncem zvýšil Iverson trojkou vedení domácích na 80:75 a odstartoval své sólo – od té chvíle nastřílel 19 bodů svého týmu v řadě. Dvacet tisíc diváků skandovalo "MVP, MVP....."
Byl to ale jen začátek série. Carter vrátil Iversonovi hozenou rukavici a v dalším zápase nastřílel neuvěřitelných 50 bodů. Po čtyřech zápasech byla série vyrovnaná 2:2. Před pátým zápasem dostal Iverson cenu MVP pro nejužitečnějšího hráče základní části. Během zápasu ukázal, proč byl jmenován nejlepším hráčem ligy. Nastřílel 52 bodů a rozdrtil Toronto rozdílem 33 bodů. V šestém zápase byl však Allen ubráněn a Carter 39 body dopomohl Torontu k vyrovnání série. Iversonovi se nevydařil hlavně úvod: minul koš v deseti střeleckých pokusech z dvanácti. Kouč Wilkens nasadil na Iversona dva osobní strážce. Týmy se tedy stěhovaly do Philadelphie, aby zde odehrály rozhodující sedmý zápas. Oba ostrostřelce – Iversona a Cartera – obrany obou týmů zdvojovaly a nedaly jim ani kousek prostoru, takže oba zůstali daleko za svými střeleckými průměry v této sérii. Úspěšnější byl ale nakonec Iverson, který si 16 asistencemi udělal osobní rekord. Sixers už vedli 88:82 tři minuty před koncem. Pak však střelecky odpadli a měli co dělat, aby vítězství udrželi. Za stavu 88:87 si hosté vzali oddechový čas a připravili poslední akci pro Vince Cartera – ten po vhození míče střílel z otočky zároveň s klaksonem, ale míč v koši neskončil... "Vzpomínám si, jak mi bušilo srdce," řekl Iverson po utkání, "stál jsem na zemi, ale měl jsem pocit, že jsem ve vzduchu... prostě jsem jen doufal, že ten míč košem nepropadne..." a Carter lakonicky dodal: "Měl jsem šanci, ale prostě to tam nespadlo... možná příští rok."
Ve finále východní konference stál Allenovi v cestě tým Raye Allena Milwaukee Bucks. Vypadalo to však, že Iverson všechny svoje síly vypotřeboval na poražení Toronta a bylo otázkou, zda má po sedmizápasové bitvě nějaké rezervy. Po prvních dvou zápasech byl stav série 1:1, bylo však jasné, že zraněný a unavený Iverson selhává. Třetí zápas jen sledoval z lavičky. Přes všechnu snahu se Bucks ujali vedení v sérii. Philadelphia teď byla v obzvlášť těžké situaci. Iverson se však vyléčil a výrazně zlepšil svoji hru a 76ers vyhráli další 2 zápasy ze tří a probojovali se do dalšího sedmého zápasu. V něm přehrála Philadelphia Milwaukee 108:91 a bylo to především zásluhou nejlepšího hráče sezóny Iversona – nastřílel 44 bodů a dovedl svůj tým do Finále NBA.